# João Norberto Coelho Neto
João Norberto Coelho Neto (Barra Velha, 29 de dezembro de 1947) é um político brasileiro de Santa Catarina.

## Vida
Filho de Norberto Coelho e de Hilda de Oliveira Coelho. Casou com Rosemarie Quandt.

## Carreira
Foi deputado à Assembleia Legislativa de Santa Catarina na 10ª legislatura (1983 — 1987), eleito pelo Partido do Movimento Democrático Brasileiro (PMDB).
Em Joinville (SC), Coelho Neto foi vereador por duas legislaturas: 8ª (1973-1977) e 9ª Legislatura (1977 a 1982).